# Sanggan He
Sanggan He (kinesiska: 桑干河) är ett vattendrag i Kina. Det ligger i den nordöstra delen av landet, 110 km nordväst om huvudstaden Peking.